# Spilosoma minschani
Spilosoma minschani är en fjärilsart som beskrevs av Bang-haas 1938. Spilosoma minschani ingår i släktet Spilosoma och familjen björnspinnare. Inga underarter finns listade i Catalogue of Life.